# Szalai Éva
Szalai Éva (Budapest, 1987. március 31. –) magyar zongoraművész.

## Élete
Szalai Éva Budapesten született. Zenei tanulmányait Kiskőrösön kezdte Pethő István irányításával, majd a Kecskeméti Kodály Iskolában folytatta, Radványi Mária Bartók-Pásztory-díjas zongoraművész tanítványaként. Tizennégy éves korában a IX. Országos Zeneiskolai Zongoraversenyen második díjat kapott. 2003-ban a Békéscsabán megrendezett X. Országos Szakközépiskolai Zongoraversenyen egy második és egy különdíjat nyert. Egy évvel később az ugyanott megrendezett III. Országos Kamarazenei Verseny Nagydíját nyerte el. 2005-ben pedig a XI. Országos Szakközépiskolai Zongoraverseny korcsoport győztese és Nagydíjasa lett.
2005-től a budapesti Liszt Ferenc Zeneművészeti Egyetemen folytatta tanulmányait, ahol Nádor György, Szokolay Balázs és Gulyás Márta növendéke volt.
Tizenkilenc évesen Görögországban a Nemzetközi „Seiler” Zongoraverseny középdöntőse volt, 20 éves korában pedig Németországban a Brémai Nemzetközi Zongoraversenyen két különdíjat is szerzett. 2008-ban Franciaországban a VI. Nemzetközi Agyilija Alijeva Zongoraversenyen az első díjat, valamint a legpoétikusabb előadásért járó különdíjat is elhozta. 2010 júniusában Franciaországban elnyerte a Nemzetközi Alain Marinaro Zongoraverseny nagydíját. Később a Semper Music Nemzetközi Verseny első díjával tüntették ki.
2008–2010 között a madridi Zsófia Királyné Zeneművészeti Főiskola ösztöndíjasa volt, ahol a világhírű Dmitrij Baskirov professzor lett a mestere. Ezt követően a hágai Királyi Zeneakadémián Naum Grubert professzor növendékeként folytathatta tanulmányait, később az intézmény tanára lett. 2014-ben a Fort Worth-i PianoTexas Nemzetközi Fesztivál és Akadémia meghívott ösztöndíjasa volt. 2017-től a Liszt Ferenc Zeneművészeti Egyetem Doktori Iskolájának ösztöndíjas hallgatója, disszertációjának témája Alfred Cortot zongoraművész Chopin-interpretációja.